# L'Enfer dans la ville
Pour plus de détails, voir Fiche technique et Distribution.
L'Enfer dans la ville (Nella città l'inferno) est un film franco-italien réalisé par Renato Castellani et sorti en 1959,.

## Synopsis
Injustement accusée et condamnée pour un vol perpétré dans la maison de ses patrons, Lina, jeune bonne provinciale et naïve, est incarcérée en compagnie de nombreuses détenues. Elle se lie notamment avec deux d'entre elles, Vittorina et Egle. Cette dernière est une prostituée que la vie et la prison ont endurcie. 
À l'écoute de l'histoire de Lina, Egle comprend qu'un bellâtre surnommé « Antonio l'Adonis » a abusé de sa crédulité en lui parlant mariage pour mieux lui soutirer des informations sur ses patrons. Par la bande, Egle apprend que le fameux Adonis est marié et père de famille et a déjà dupé bon nombre d'oies blanches. Réussissant à rassembler les preuves de sa culpabilité, Egle obtient la libération de Lina et se fait un devoir de lui ouvrir les yeux sur les vicissitudes de ce bas monde. 
L'élève a tant et si bien appris la leçon qu'un jour elle réintègre de nouveau la prison, s'étant faite prostituée à l'allure outrageuse. Egle se culpabilise et, assaillie par le remords et le désespoir, sombre dans une crise qui la conduit au bord de la folie et en cellule d'isolement. À sa sortie, elle n'aspire plus qu'à trouver l'apaisement pour enfin connaître des jours meilleurs.

## Fiche technique
- Titre original : Nella città l'inferno
- Titre français : L'Enfer dans la ville
- Réalisation : Renato Castellani
- Scénario : Renato Castellani, Suso Cecchi D'Amico, d'après le roman d'Isa Mari, Roma, Via delle Mantellate (1953)
- Dialogues : Suso Cecchi D'Amico
- Décors : Ottavio Scotti
- Costumes : Beni Montresor
- Photographie : Leonida Barboni, Aiace Parolin
- Montage : Iolanda Benvenuti
- Musique : Román Vlad
- Son : Enrico Palmieri
- Production : Giuseppe Amato
- Sociétés de production : Riama Film et Rizzoli Film (Italie), Francinex (France)
- Sociétés de distribution : Cinédis (distributeur d'origine, France), Gaumont (France)[1], TVOR (France)[1], Trans Lux Distributing Corporation[3],[4] (États-Unis)
- Pays d'origine :  Italie |  France[5],[1]
- Langue originale : italien
- Format : noir et blanc — 35 mm — 2,35:1 (Supercinescope) — monophonique
- Genre : Film dramatique
- Durée : 98 minutes
- Dates de sortie : 
  -  Italie : 29 janvier 1959 (Rome) / 29 janvier 1959 (sortie nationale)
  - France : 12 mai 1959 (Festival de Cannes)
  - France : 3 juin 1959 (98 min)
- (fr) Classification CNC : tous publics (visa d'exploitation no 21229 délivré le 20 mai 1959)

## Distribution
- Anna Magnani : Egle
- Giulietta Masina : Lina
- Myriam Bru : Vittorina

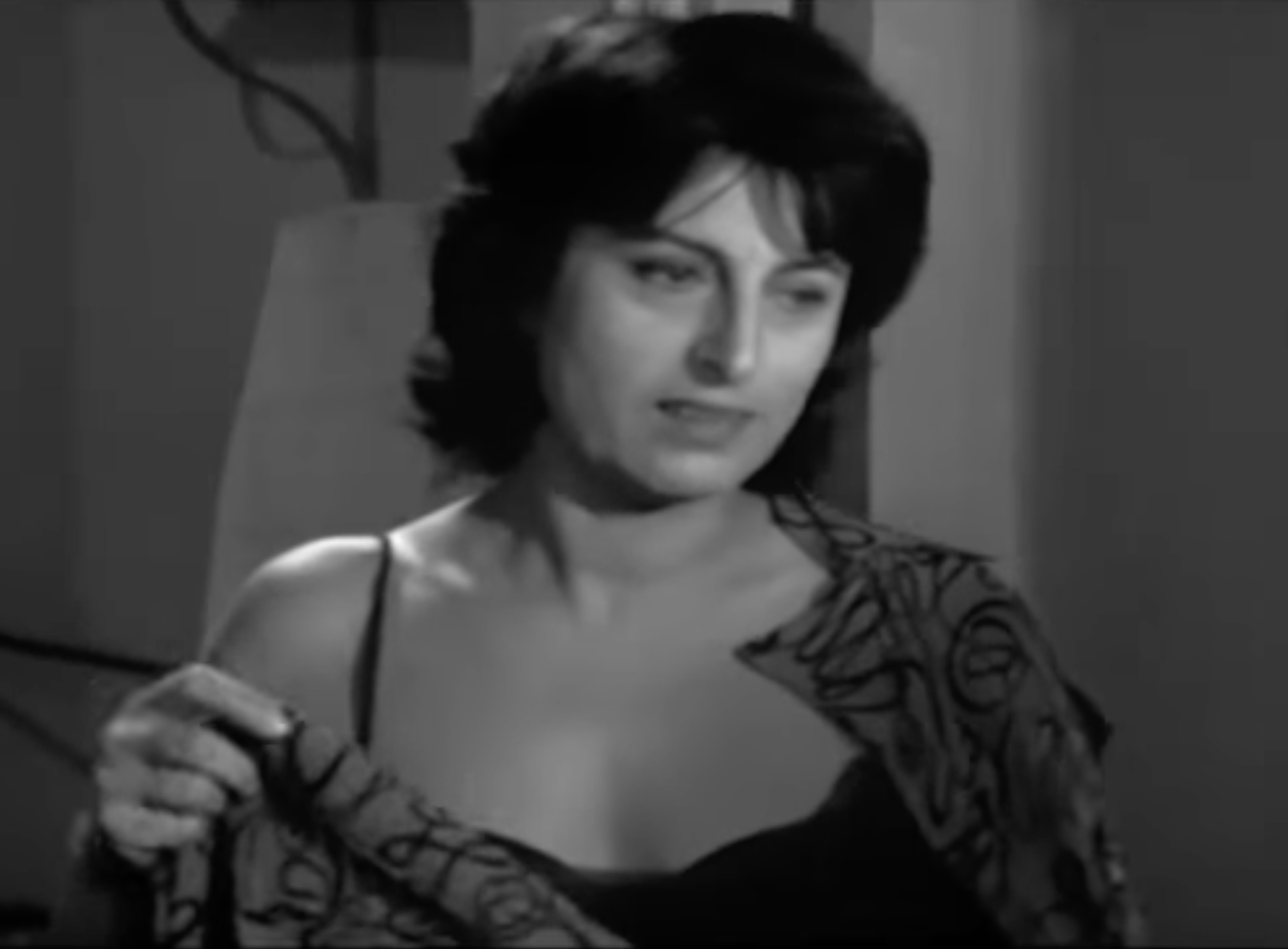
Anna Magnani dans le rôle de Egle

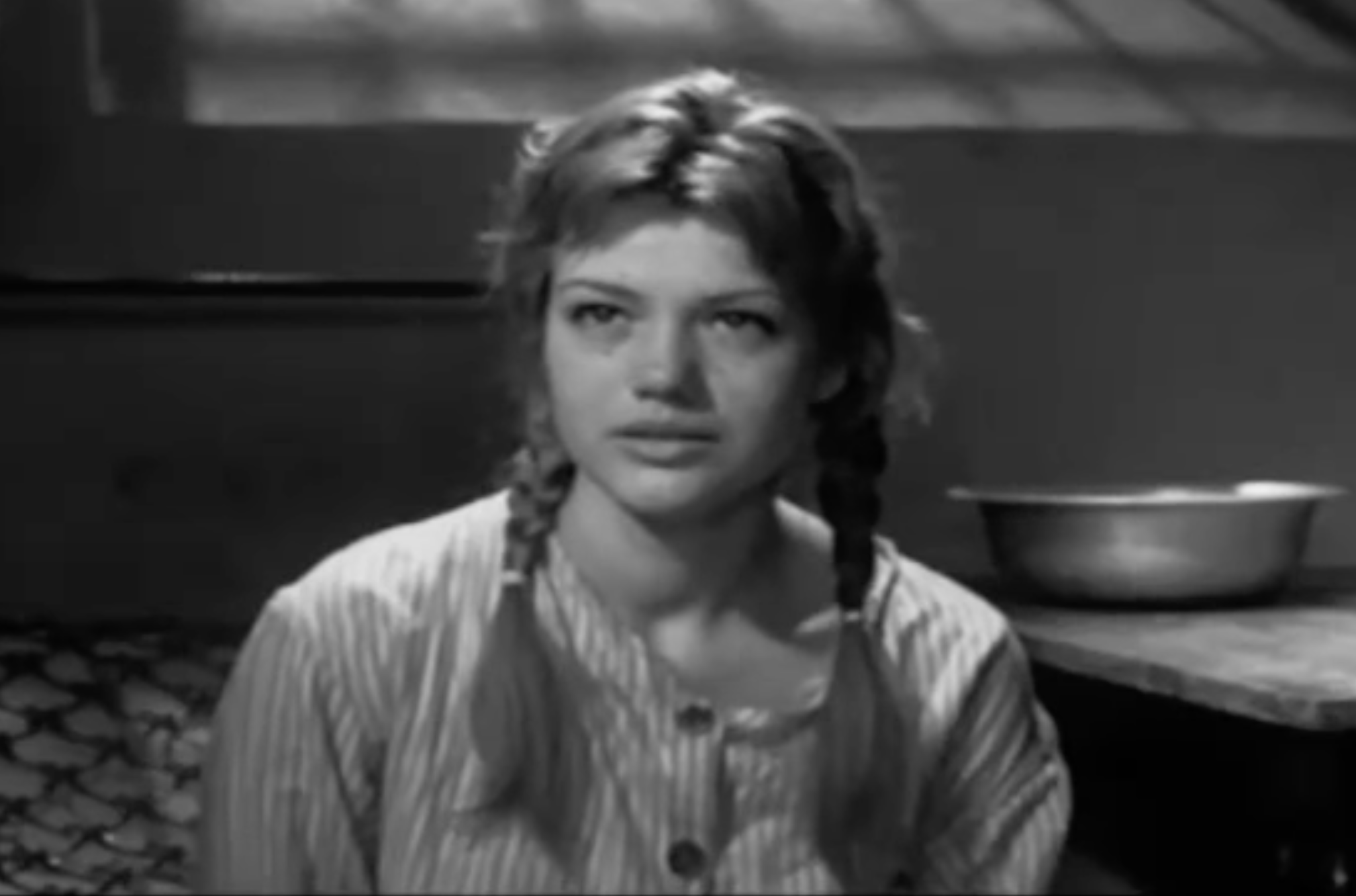
Cristina Gajoni dans le rôle de Marietta.

- Cristina Gajoni : Marietta Mugnari
- Renato Salvatori : Piero, le mécanicien
- Alberto Sordi : « Antonio l'Adonis » Zampi
- Sergio Fantoni : le juge d'instruction
- Gina Rovere : Delia
- Milly

## Récompenses et distinctions

### Récompenses
- Prix David di Donatello 1959 : Anna Magnani, meilleure actrice principale.
- Ruban d'argent 1960 : Cristina Gaioni, meilleure actrice dans un second rôle.
- Prix Sant Jordi 1961 : Anna Magnani, meilleure actrice étrangère.

### Nominations
- Ruban d'argent 1960 : Anna Magnani nommée pour le prix de la meilleure actrice.